# Kootwijk
Kootwijk (Nedersaksisch: Kootwiek of Kodik) is een klein dorp in de gemeente Barneveld, in de Nederlandse provincie Gelderland. Het dorp heeft, inclusief de omgeving, 295 inwoners (2023).

## Ligging
Het dorp is gelegen midden in de bossen, op de westflank van de Veluwe en heeft een belangrijke toeristische functie. Direct ten zuiden van Kootwijk ligt het, landschappelijk gezien, unieke Kootwijkerzand. Een kleine vijf kilometer ten oosten, in de gemeente Apeldoorn, ligt het dorpje Radio Kootwijk.

## Geschiedenis
De oorsprong van het dorp Kootwijk is onduidelijk. Er zijn opgravingen gedaan uit de vroege middeleeuwen, maar die geven geen duidelijkheid of dat het dorp vanaf toen bewoond is geweest, of dat het toen een tijdelijke bewoning is geweest. In ieder geval werd er in 1838 in de torenspits van de Nederlands Hervormde kerk een anker gevonden met de inscriptie "1010". De naam van het dorp, die ook wel werd aangetroffen als Coetwijc, Kaetwick, Kaitwijck, Caetwyck, Koitwyck en Koetwyk, is een samenstelling van koot, kaat ("kot, kleine boerderij") en wijk ("vestigingsplaats"). Tijdens de tornado van 23 augustus 1950 werd Kootwijk door een van de zwaarst bekende tornado's getroffen.
Van 1902 tot 1934 had het dorp een eigen treinstation aan de Oosterspoorweg, station Kootwijk.

## Sport en recreatie
- Kootwijk is gelegen aan de Europese wandelroute E11, ter plaatse beter bekend als Marskramerpad. De route komt vanaf Stroe en vervolgt via Hoog Buurlo richting Hoenderloo.
- In Kootwijk ligt het bungalowpark De Berkenhorst van Summio Parcs.
- Er zijn twee kampeerterreinen: Camping Zanderdennen en Camping De Harskamperdennen.